# Kristofer Strandberg
Ulf Kristofer Strandberg, född 27 juni 1988 i Grava församling, Värmlands län, är en svensk låtskrivare och musikproducent.
Kristofer Strandberg har även samarbetat med artister som Bolaget, Peg Parnevik, Miriam Bryant, Sofie Svensson & Dom Där, Staysman med flera. 
Han är även gitarrist samt låtskrivare i bandet Eyes Wide Open.

## Låtar

### Melodifestivalen
- 2025 – Bara bada bastu (tillsammans med Kevin Holmström, Jakob Norrgård, Robert Skowronski, Anderz Wrethov och Axel Åhman).[2]

## Diskografi

### Singlar
- 2021 – Ludens (ES Music).
- 2021 – F.O.D. (ES Music).
- 2022 – Stay (ES Music).
- 2022 – StTraNgeRs (ES Music).
- 2022 – My Secret Twin (ES Music).
- 2023 – Space & Radio (Castro Music). Tillsammans med Jim Castro.
- 2024 – Hollywood heartbreak (ES Music).